# Oteng Oteng
Oteng Oteng (* 9. Januar 1990) ist ein botswanischer Boxer im Fliegengewicht. Oteng gewann die Bronzemedaille bei den afrikanischen Meisterschaften 2009, bei den Panafrikanischen Spielen 2011 die Goldmedaille und war Teilnehmer der Olympischen Spiele 2012.

## Karriere
2009 nahm Oteng erstmals an den afrikanischen Meisterschaften teil und gewann nach einem Sieg über Toufik Kamal, Marokko (5:4), und einer Halbfinalniederlage gegen Olivier Lavigilante, Mauritius (12:5), die Bronzemedaille. Dieselbe Platzierung belegte er bei den Commonwealth Games 2010 nach Siegen über Johannes Simon, Namibia (11:1) und Jason Moloney, Australien (5:3), und einer Halbfinalniederlage gegen Benson Gicharu, Kenia (5:4).
Für diese Niederlage revanchierte er sich im Viertelfinale der Panafrikanischen Spiele 2011, in dem er Gicharu 10:8 besiegte. Nach weiteren Siegen im Halbfinale gegen Crimildo Guifutela, Mosambik (13:9), und im Finale gegen Samir Brahimi, Algerien (9:8), errang er die Goldmedaille und damit seinen bisher größten Erfolg. Bei den afrikanischen Meisterschaften im selben Jahr musste er sich jedoch Brahimi bereits im ersten Kampf geschlagen geben (12:10).
Ebenfalls 2011 nahm Oteng erstmals an den Weltmeisterschaften teil, schied jedoch nach einem Sieg über Selçuk Eker, Türkei (17:15), bereits im zweiten Kampf gegen den späteren Weltmeister Michail Alojan, Russland (18:5), aus.
Die damit verpasste Qualifikation für die Olympischen Spiele 2012 holte Oteng bei den beim afrikanischen Olympiaqualifikationsturnier in Casablanca nach, welches er mit Siegen u. a. gegen Hesham Yehia, Ägypten (11:4), und Benson Gicharu, Kenia (16:5), gewann.
Bei den Olympischen Spielen 2012 scheitere Oteng bereits im ersten Kampf gegen Jeyvier Cintrón, Puerto Rico (14:12). Bei den Weltmeisterschaften 2013 unterlag er im Achtelfinale gegen Michail Alojan.